# Lâu đài Praha

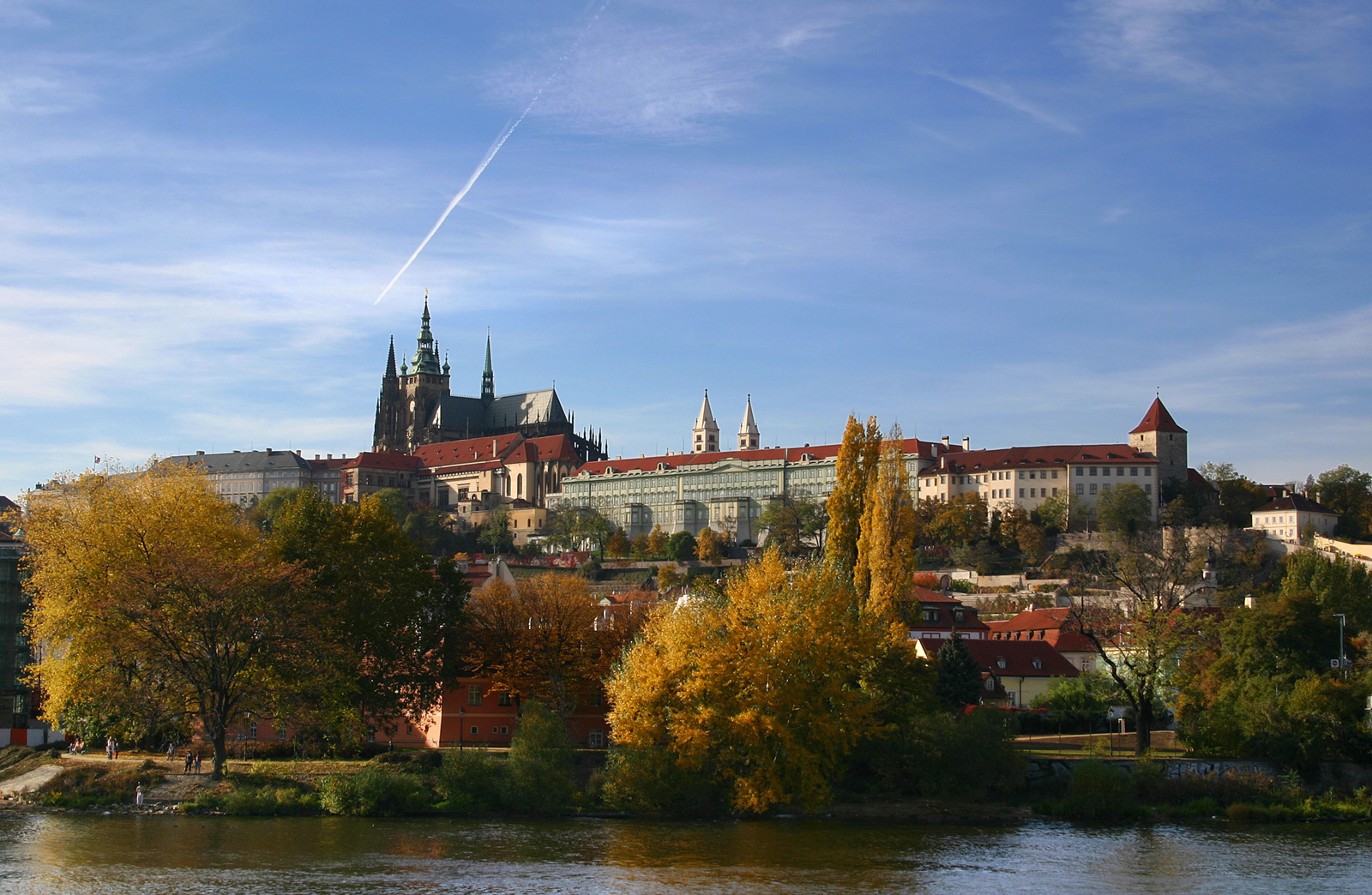
Lâu đài Praha

Lâu đài Praha là một lâu đài tại Phố Hradčany của Praha, cung vua truyền thống của các vị vua của Bohemia, Hoàng đế La Mã Thần thánh. Từ năm 1918, lâu đài Praha là Dinh Tổng thống của Cộng hòa Tiệp Khắc (nay là Cộng hòa Séc và Slovakia). Qua nhiều lần xây dựng và hoàn thiện bắt đầu từ thế kỷ thứ 9, Praha là một trong những lâu đài phức hợp lớn nhất trên thế giới (theo Sách Kỷ lục Guinness, với chiều dài 570m và chiều rộng 130m, đây cũng là toà lâu đài cổ lớn nhất thế giới). Lâu đài Praha thường được xem là một biểu tượng của Cộng hòa Séc. Nằm trong tòa thành Lâu đài này là Nhà thờ chính tòa Thánh Vitus (St.-Veits-Dom), là nơi cất giữ báu vật của nhà vua Bohemia và là nơi chôn cất các vị vua, quý tộc.

## Thành cổ Praha vào đầu thời Trung Cổ

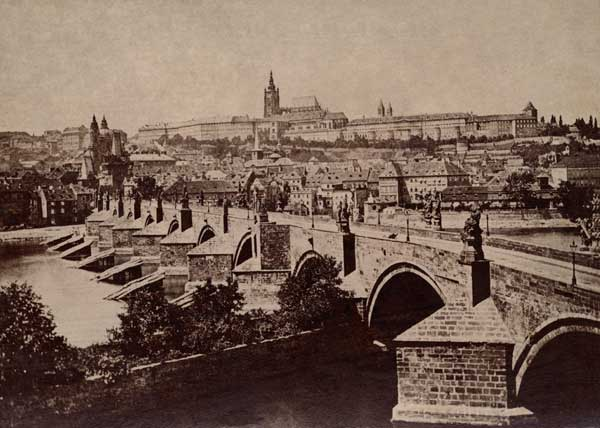
Lâu đài Praha vào năm 1870

Việc xây dựng lâu đài bắt đầu do con trai Bořivoj là Spytihnev I, với khởi đầu là thành Premysl có kích thước như kích thước của lâu đài ngày nay. Phía Tây của lâu đài được bao quanh bởi các sườn dốc và ở phía Bắc là thung lũng Jelení. Về phía tây, sân đầu tiên của Quảng trường Hradčanské hiện nay đã được sử dụng vì lý do tự vệ, có đào một rãnh sâu 30m và rộng 24m trên cây cầu dẫn vào cổng chính. Tuy nhiên, xung quanh các tòa lâu đài là những bức tường được làm bằng gỗ trên những bức tường bằng đất và một số bảo vệ tòa nhà, ba người trong số họ cũng phục vụ như là một lính canh. Giữa Đông và Tây đã dẫn đường trải nhựa.
Trong suốt triều đại của Vratislav, tôi đã ở lâu đài và nhà thờ thứ hai được xây dựng dành riêng cho Saint George. Ông lấp đầy bởi 973 là cung điện hoàng gia chính và nhà thờ trong suốt Cộng hòa Séc. Hoàng tử Wenceslas được xây dựng đối tượng khác có tôn giáo St. Chào mừng bạn đến đó để phần còn lại của các vị thánh, những người nhận được một món quà từ východofranského King Henry các Fowler. Sau khi thành lập giáo phận Giám mục thành phố trong 973 Rotunda trở thành một nhà thờ và đền thờ quan trọng nhất tại Cộng hòa Séc.
Cũng vào thời gian này, Tòa nhà Giáo hội đã được xây dựng bằng đá, trong khi cung điện hoàng gia và cabin cho các công chức vẫn còn làm bằng gỗ.
Khoảng năm 970, nó đã được ở các nhà thờ của Thánh George thành lập tu viện của các nữ tu Benedictine. Sau đó bắt đầu Boleslav II, tái tạo tuyệt vời của các nhà thờ, có địa phương là Romanesque hoành tráng trước nhà thờ với ba tàu. Nó cũng được xem như là nơi chôn cất cho các thành viên của triều đại.
Trong thời trị vì của Hoàng tử và Séc vua đầu tiên, Vratislav II. Là nơi cư trú chủ quyền áp dụng cho một thời gian ngắn Vysehrad, nhưng tại Thành cổ Praha thực hiện điều chỉnh cơ cấu. Gỗ được thay thế bởi những bức tường đá với ba cửa: Đen Đông Tower, trắng và trên lối vào phía tây phục vụ như là Tháp Nam.
Toàn cảnh Thành cổ Praha và Cầu Karel
Đã có khoảng năm 1060 đã được chỉ huy Spytihnev II. phá hủy Thánh Chào mừng các bạn đến nơi và xây dựng nhà thờ, tiền thân của Gothic nhà thờ. Ba gian giữa nhà thờ Romanesque trắng marl là 70 mét dài vào thời gian đó ở nước ta hoàn toàn chưa từng thấy. St George thêm vào hai tòa tháp và một cung điện bằng gỗ được thay thế bằng một viên gạch.

## Thành cổ Praha trong thời Trung cổ cực thịnh
Vua Premysl Otakar II trong thời trị vì của mình là một trong những quốc vương được tôn kính nhất ở châu Âu. Điều này tương ứng với việc tái thiết của lâu đài.
Trong những năm đầu tiên của chính phủ tập trung vào các công sự cải thiện, đặc biệt là ở phía tây nhạy cảm, nơi các chiến hào đã được mở rộng và cửa ra vào của tháp đen ở phía đông sang một bên. Ông xây dựng lại cung điện hoàng gia với mục đích đại diện và nhà ở Gothic bùng nổ vẫn tiếp tục ở Luxemburg. Năm 1344 Charles IV., sau đó Hoàng tử và quan biên trấn của Moravia, xem xét với một người bạn lâu năm, Arnost của Pardubice, và cha của ông, John của Luxembourg, là nền tảng của nhà thờ chính tòa St. Chào mừng các bạn trong bối cảnh phát huy Prague Toà Giám mục để địa hạt tổng giáo chủ một. Các kiến trúc sư chính là Mathias của Arras và sau đó Peter Parler. Đó là một gian ngang ba-aisled của nhà thờ, bộ sưu tập một và vòng một của nhà nguyện. Điều quan trọng nhất trong số này là các nhà nguyện. Wenceslas được xây dựng trên mộ của ông. Tháp chuông lớn hay, 109 mét, được thành lập Parler, nhưng không hoàn thành cho đến năm 1554 và năm 1770 kèm theo một Baroque mái vòm. Phần phía tây của mặt tiền với tháp osmdesátimetrovými, được xây dựng trong 19 và 20 thế kỷ, được thiết kế bởi Josef Mocker.
Sau khi ông mất (1899) cho rằng lãnh đạo Kamil Hilbert. Nhà thờ được hoàn thành vào 1929. Trong số những thứ khác, phục vụ như một kho tàng đồ trang sức vương miện Séc, và lăng mộ của vua Thư viện ảnh chân dung điêu khắc và hội họa.

## Dinh tổng thống
Với sự xuất hiện đầu tiên của nước Cộng hòa Tiệp Khắc cũng đưa ra sự cần thiết phải xây dựng lại lâu đài với những chức năng mới của nó. Nó trở thành một phần của kiến trúc sư gốc Slovenia Joze Plecnik và thực hiện dưới sự bảo trợ của Tổng thống Thomas Masaryk. Plecnik cũng đề nghị mở sân, tổng thống cư trú và khu vườn của lâu đài được xây dựng lại và cách tiếp cận tương tự được đưa tới Ieoh Ming Pei chỉnh sửa Louvre nhiều năm sau đó. Nó có đặc điểm là sử dụng mạnh mẽ của hiện đại, nhưng nhạy cảm có thể tích hợp các di sản văn hóa. Giống như Pei, là một người xa lạ Plecnik (Giáo sư theo lời mời của Đại học Nghệ thuật ứng dụng tại Praha), đã giành hợp đồng trên cơ sở cạnh tranh, và cuối cùng thiết kế kiến trúc là trong thời gian của nó là chỉ trích gay gắt.

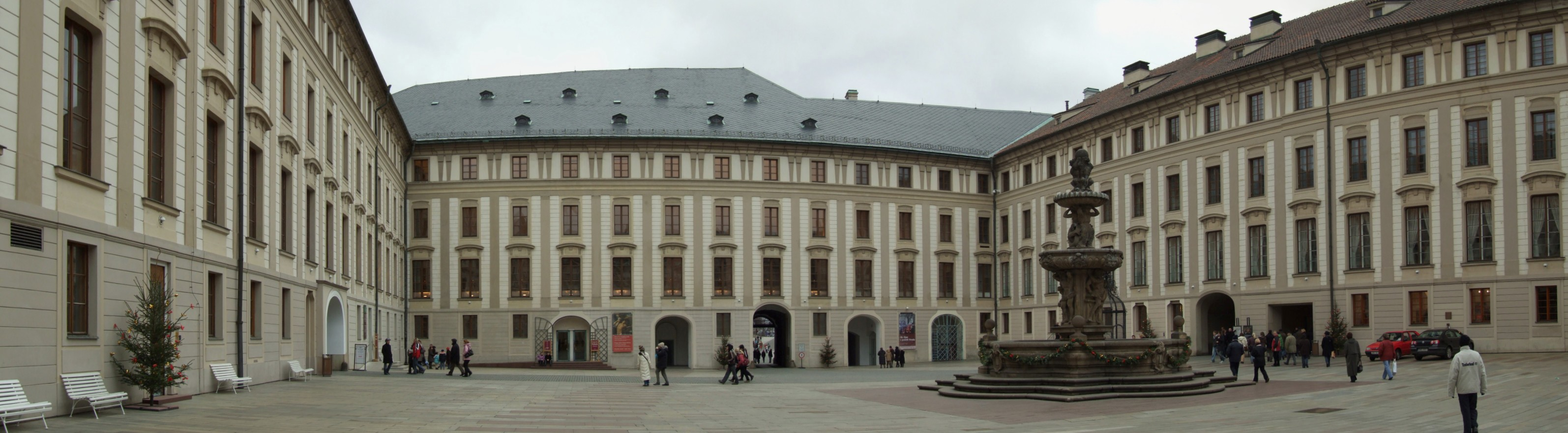
Sân thứ hai của Cung điện Hoàng gia

Ông đã chết trước khi Plecnik thực hiện dự án của mình. Chẳng hạn, một phòng triển lãm ở Thành cổ Praha Riding School, đã được hoàn thành sau khi chiến tranh trong năm 1949 dưới sự lãnh đạo của người kế nhiệm ông, Pavel Janak. Từ lối vào đầu tiên đến sân dẫn Plecnik hàng cột bao quanh đền toàn của các tòa nhà, mà nó tham gia vào Hội trường Tây Ban Nha. Đó là một day cột đơn giản của trần bảo hiểm theo phong cách Ionic coffered. Các bức tường phía trước của cửa ra vào dẫn đến việc Hall Tây Ban Nha đã được hình thành như là một cửa ngõ chiến thắng.

## Các công trình khác

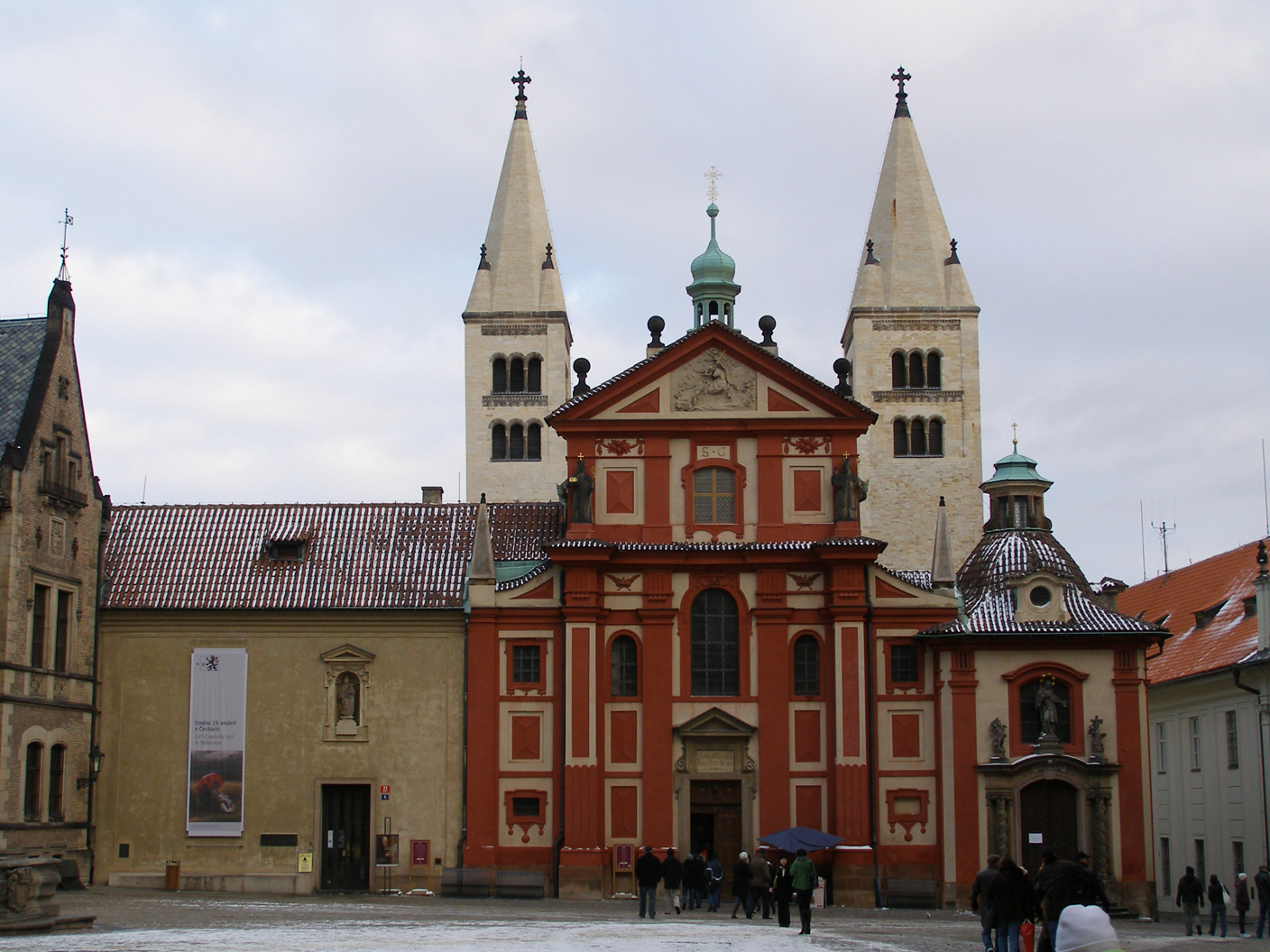
Vương cung thánh đường St. George

### Nhà thờ và nhà nguyện
- Nhà thờ chính tòa Thánh Vitus (bên trong ngôi mộ của các vị vua Séc và Nhà Nguyện Thánh Wenceslas)
- Vương cung thánh đường của Thánh George
- Nhà thờ Thánh chữ thập
- Nhà thờ toàn Thánh
- Nhà thờ Thiên Chúa Ba Ngôi trong Viện nữ quý tộc (cựu cung điện của Rosenberg)

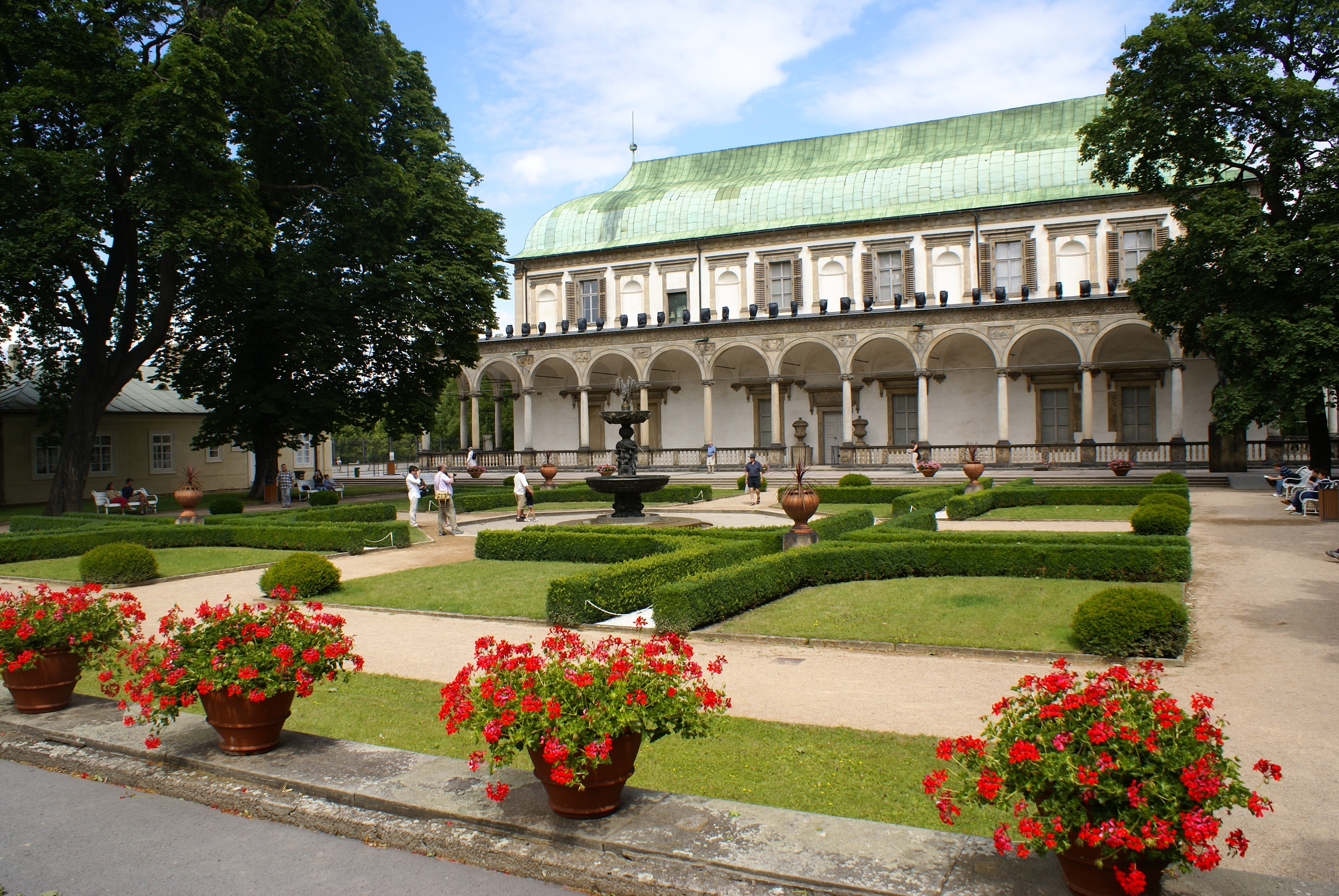
Cung điện mùa hè

### Palaces
- Cung điện vua cổ
- Cung điện vua mới
- Cung điện mùa hè của nữ hoàng Anna
- Cung điện của Lobkowicz
- Sở phụ nữ quý tộc (cựu cung điện của Rosenberg)

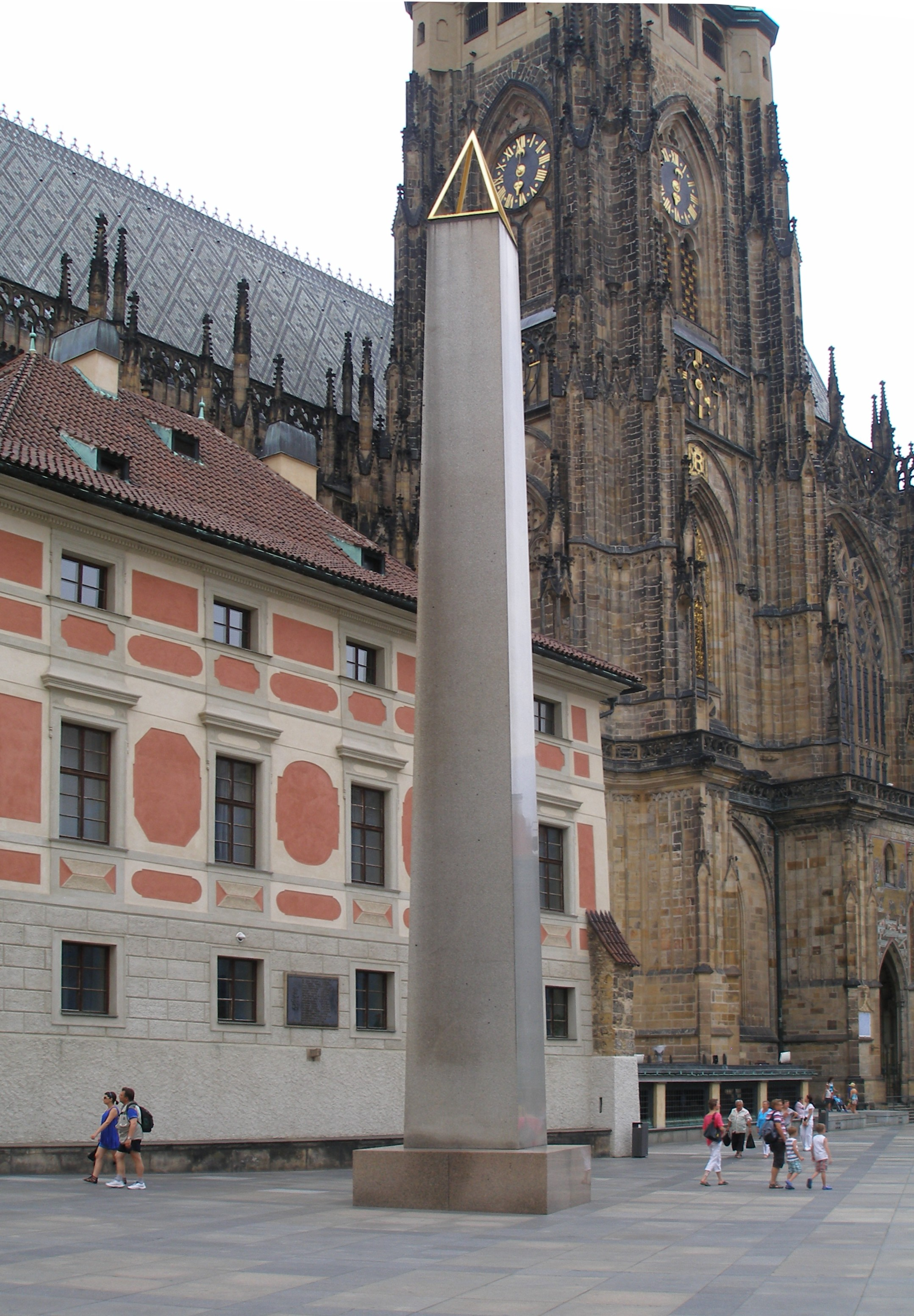
Đài tưởng niệm của lâu đài

### Tượng
- Các tác phẩm điêu khắc Clash of the Titans
- Tượng St. George
- Tượng St. Peter
- Tượng St. Paul
- Tượng Thánh Wenceslas
- Tượng Ponocný (Deer Moat-Hươu Moat)
- Tượng của tuổi trẻ
- Người chiến thắng Tượng (tại Summer Palace Queen Anne của tại Royal Garden)
- Tượng St. John của Nepomuk
- Đêm ngụ ngôn
- Tượng của các vị thần cổ đại (Hartig Vườn)

## Hươu Moat
Hươu Moat được bao bọc các bức tường phía bắc của lâu đài. Nó được thành lập trong thời kỳ Hoàng đế Rudolf II.
Ở dưới cùng của con hào có một đồng cỏ và bên cạnh nó một nhà gấu cũ với một con gấu, một hang động nhân tạo với hai cổng pseudo-Gothic bị khóa và một đài phun nước đá nhỏ. Trong thập niên 1920, aria của gấu được để lại bởi gấu. Trong thập niên 1920 và 1930,  Tomáš Garrigue Masaryk thiết lập cho gấu (gấu Teddy Míša và Ríša), mà ông nhận được bằng món quà từ lính lê dương từ Nga, chấm dứt trong những năm 1950. Đối diện ngôi nhà đứng một bức tượng sa thạch của „Ponocný" (người đàn ông đêm), công việc của Franta Úprka, một món quà từ các sinh viên của trường đá núi đến YR 75. ngày sinh nhật của mình cho một chủ tịch yêu quý của Đảng Séc của cộng hòa Séc (Chủ tịch Cộng hòa Tiệp Khắc) với T. G. Masaryk, như ghi trên bệ. Ban đầu, nó đứng ở giữa một đồng cỏ, nơi có một nền đá sa thạch và một vòng tròn lớn trong bãi cỏ.

Lâu đài vào ban đêm